# Bërdicë
Bërdicë es un antiguo municipio albanés del condado de Shkodër. Se encuentra situado en el norte del país y desde 2015 está constituido como una unidad administrativa del municipio de Shkodër. En 2011, el territorio de la actual unidad administrativa tenía 5773 habitantes.
La unidad administrativa incluye los pueblos de Beltojë, Bërdicë e Madhe, Bërdicë e Mesme, Bërdicë e Sipërme, Mali Hebaj y Trush.
Comprende un grupo de asentamientos rurales en la periferia meridional de la ciudad de Shkodër, separados de la ciudad por el río Drin.